# Soboro-ppang
Soboro-ppang (소보로빵), o Gombo-ppang (곰보빵; pyojun-eo) a menudo traducido como pan soboro, pastelería soboro o bollo soboro, y también conocido como pan streusel coreano, es un bollo dulce con una corteza superior similar a streusel popular en Corea. 
La masa está hecha a base de harina, azúcar, y huevos y se hornea con una superficie crujiente y rugosa en la parte superior. La palabra "soboro" es una palabra japonesa y se refiere a la cobertura de streusel del panecillo, que a menudo se hace con mantequilla de maní como ingrediente clave.